# Selet (Burträsks socken, Västerbotten)
Selet är en sjö i Skellefteå kommun i Västerbotten och ingår i Bureälvens huvudavrinningsområde. Sjön har en area på 0,127 kvadratkilometer och ligger 78,2 meter över havet. Sjön avvattnas av vattendraget Bureälven.

## Delavrinningsområde
Selet ingår i det delavrinningsområde (716842-173156) som SMHI kallar för Inloppet i Burträsket. Medelhöjden är 103 meter över havet och ytan är 5,27 kvadratkilometer. Räknas de 31 avrinningsområdena uppströms in blir den ackumulerade arean 289,72 kvadratkilometer. Avrinningsområdets utflöde Bureälven mynnar i havet. Avrinningsområdet består mestadels av skog (36 procent), öppen mark (18 procent) och jordbruk (43 procent). Avrinningsområdet har 0,13 kvadratkilometer vattenytor vilket ger det en sjöprocent på 2,4 procent.